# 犁頭鏢
犁頭鏢，是臺灣屏東縣內埔鄉的一個傳統地域名稱，位於該鄉東北半部的中央地帶。相較於今日行政區，其範圍大致包括黎明村不含東北部、隘寮村南半部不含其東部邊界地帶、龍泉村北半部、龍潭村北大半部、大新村東北端，長治鄉榮華村東北部的東南側邊界地帶，以及瑪家鄉三和村（飛地）東南部。
本地區境內主要聚落為上犁頭鏢、頂浮圳（上龍泉）、新隘寮（部分）、中村、三和、忠孝新村，設有崇文國中、瑪家國中、黎明國小。

## 歷史
台灣日治初期，犁頭鏢地區為一街庄，稱為「犁頭鏢庄」（舊制街庄），隸屬於港西中里。該庄昔日西北與番仔藔庄為鄰，東北與隘藔庄為鄰，東與蕃地為鄰，南邊為老埤庄，西邊為番仔厝庄。
1901年（日治明治三十四年）11月11日，全台廢縣廳改設二十廳，該庄隸屬於阿猴廳。1904年（明治三十七年）4月15日，該庄編入「老埤區」，隸屬於阿猴廳。1905年（明治三十八年）4月1日，阿猴廳改稱「阿緱廳」。1909年（明治四十二年）10月25日，全台合併二十廳為十二廳，老埤區仍隸屬於阿緱廳。1920年（大正九年）10月1日，全台地方制度大改正，廢十二廳改設五州二廳，該庄改制為「犁頭鏢」大字，隸屬於高雄州潮州郡內埔庄（新制街庄）。
戰後內埔庄改制為內埔鄉，隸屬於高雄縣，大字亦改制為村。1950年（民國39年）10月1日，高、屏分治，內埔鄉改隸屬於屏東縣。
相較於今日行政區，本地區的範圍大致包括黎明村不含東北部、隘寮村南半部不含其東部邊界地帶、龍泉村北半部、龍潭村北大半部、大新村東北端，以及長治鄉的榮華村東北部的東南側邊界地帶。

## 聚落
本地區發展較早的聚落為上犁頭鏢、頂浮圳（上龍泉），在日治初期的官方地圖上已有記載。此外，本地區尚有新隘寮（部分）、中村、三和、忠孝新村等聚落。

## 交通
縣道185號又稱「沿山公路」，是大津至枋寮的南北向道路，經過本地區東北端。由該道路北行可前往三地門鄉西南端、高樹鄉東南端、高樹鄉/三地門鄉交界地帶，並止於大津聚落的省道台27線路口；南行可前往內埔鄉/瑪家鄉交界地帶、瑪家鄉/萬巒鄉交界地帶、萬巒鄉、新埤鄉等地。
縣道187號是水門至東港的道路，經過本地區的上犁頭鏢聚落。由該道路北行可前往隘寮地區，並止於水門聚落西郊的省道台24線暨縣道185號轉角路口；南行可前往內埔鄉內埔市區、萬巒鄉、潮州鎮、崁頂鄉等地。
鄉道屏26線是下冷水坑至黎明的道路，其東側端點（終點）位於本地區中西部、上犁頭鏢聚落南側的縣道187號路口。該道路在本地區的部分路段與鄉道屏37線共線。
鄉道屏37線是水門至麟洛的道路，經過本地區的中村、三和、忠孝新村等聚落。該道路在本地區的部分路段與鄉道屏26線共線。
鄉道屏87線是黎明至西勢的道路，其北側端點（起點）位於本地區中西部、上犁頭鏢聚落旁的鄉道屏26線路口。
鄉道屏97線是隘寮至龍泉的道路，其北側端點（起點）位於本地區東北部邊界地帶、新隘藔聚落的縣道187號路口，由此向西南蜿蜒而行，會經過本地區的頂浮圳（上龍泉）聚落。

## 學校
- 崇文國中
- 瑪家國中
- 黎明國小

## 醫療院所
- 屏東榮民總醫院龍泉分院（部分）